# 薩馬賴

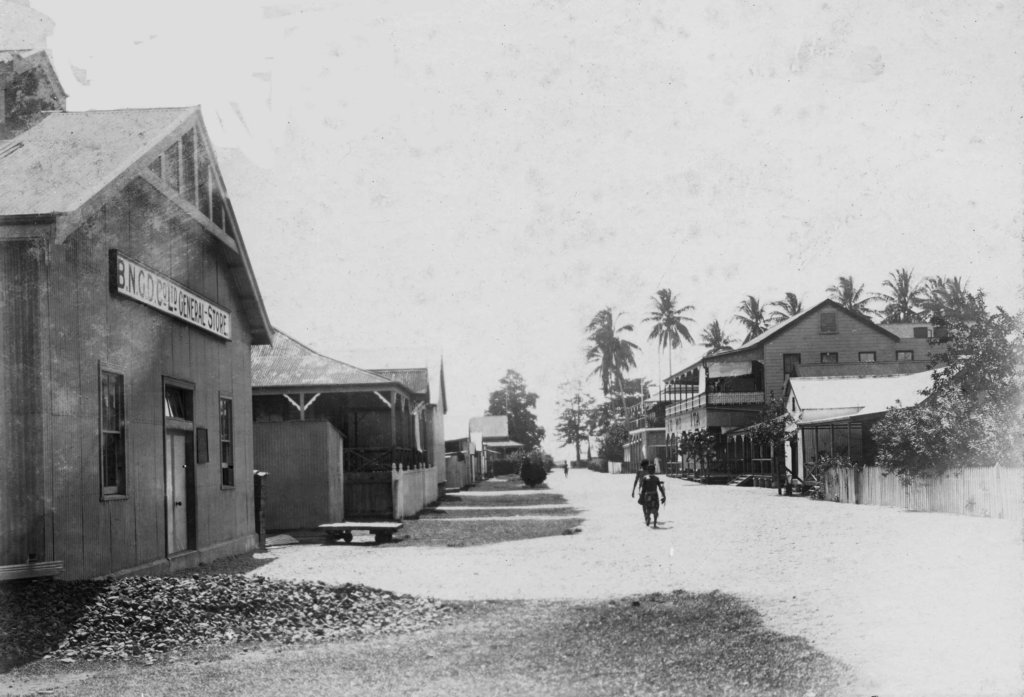

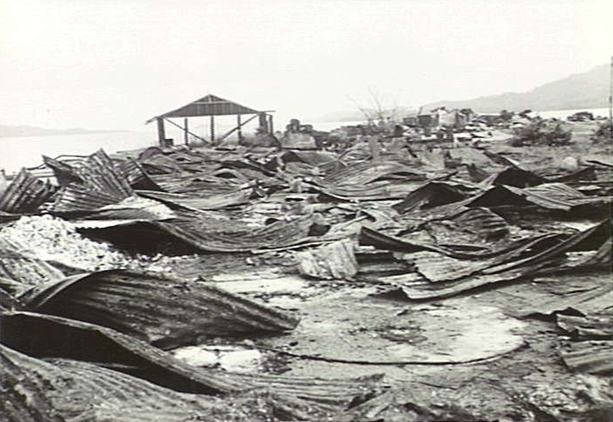

薩馬賴是巴布亞新畿內亞的島嶼，位於太平洋海域，由米爾恩灣省負責管轄，面積0.24平方公里，該島曾經是來往澳大利亞和東亞地區船隻的中途站。

## 外部連結
- Photographs of Samarai in 1906 （页面存档备份，存于） - Papua New Guinea Association

1. ↑  Prostar Sailing Directions 2004 New Guinea Enroute, p. 168